# Équipe d'Afghanistan de hockey sur gazon
L'Équipe d'Afghanistan de hockey sur gazon représente l'Afghanistan dans les compétitions internationales masculines de hockey sur gazon.

## Histoire
L'Afghanistan participe aux Jeux ouest-asiatiques (en) en 1934 à Delhi ; elle perd la finale contre l'Inde par 5 buts à 0.
L'Afghanistan participe à trois reprises aux Jeux olympiques. En 1936 à Berlin, les Afghans terminent deuxièmes d'un groupe de trois avec l'Allemagne et le Danemark, faisant match nul 6-6 contre les Danois et s'inclinant face au pays hôte par 4 buts à 1, avant de s'imposer dans les matchs de classement contre la Belgique (4-1) et contre les États-Unis (3-0), ce qui leur permet de terminer sixième de la compétition.
En 1948 à Londres, les Afghans sont éliminés en phase de groupes, terminant troisième du groupe B, affrontant les États-Unis (défaite 2-0), la Suisse (match nul 1-1) et la Grande-Bretagne (défaite 8-0) ; ils terminent huitième de la compétitionce qui leur permet de terminer sixième de la compétition.
En 1956 à Melbourne, la sélection afghane est éliminée en phase de groupes, terminant troisième du groupe A, affrontant l'Inde (défaite 8-0), Singapour (défaite 5-0) et les États-Unis (défaite 5-1). Elle termine onzième après les matchs de classement, perdant contre la Malaisie sur le score de 8 à 0, contre le Kenya par 9 buts à 0, et faisant match nul contre les États-Unis (1-1).
Aux Jeux de l'Amitié à Moscou, l'Afghanistan termine septième du tournoi de hockey sur gazon.